# Рабський торт
Рабський торт (хорв. Rapska torta) — традиційний хорватський торт, який бере свій початок з Адріатичного острова Раб.  Основні інгредієнти торта — це мигдаль та лікер Мараскіно. Рабські торти традиційно випікаються у формі спіралі, хоча зараз існує вже декілька популярних форм.

## Історія
Згідно з легендою, цей торт був вперше поданий в 1177 році Папі Олександру III, коли він освятив Успенський собор на острові Раб, переховуючись на хорватських островах через шторм. Торт приготували чорниці з монастиря Святого Антонія, а пізніше — бенедиктинці з монастиря святого Андрія. Рабський торт став делікатесом, що призначався для заможних сімей і аристократів, які проживали на острові Раб в той час, коли Раб був частиною Венеційської республіки. Наразі рабський торт готується тільки на свята, такі як Великдень, Різдво, весілля, хрещення тощо. Це також дуже популярний сувенір, тому що він має термін придатності близько двох місяців.  